# Tampon (tren)

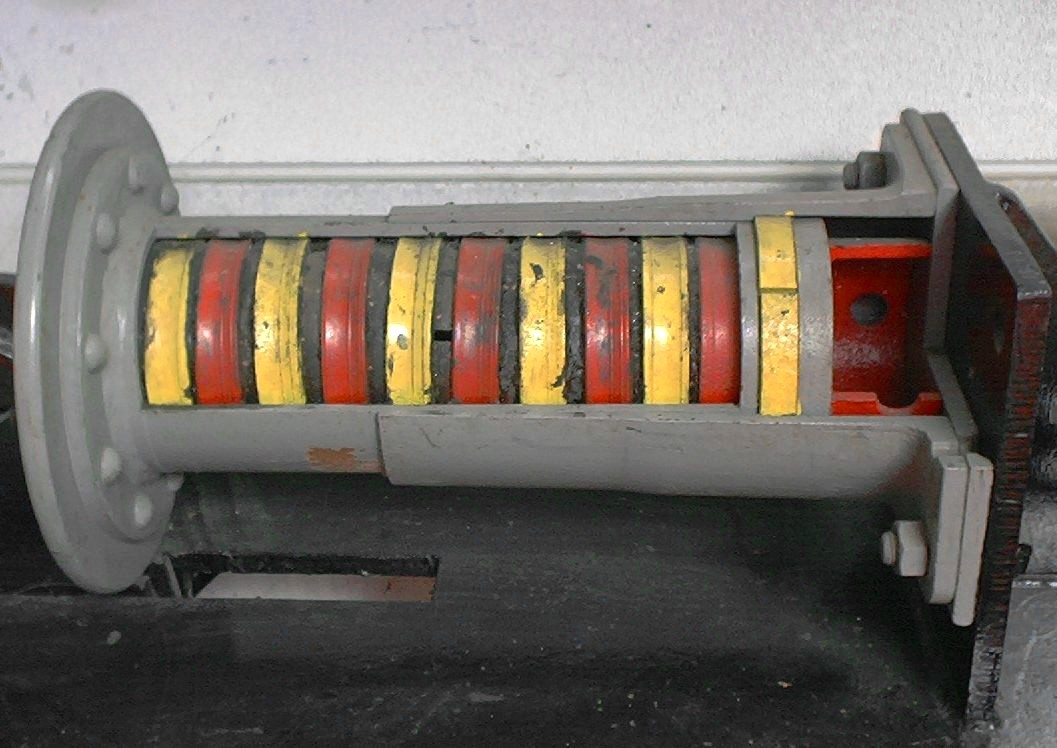
Secțiune realizată printr-un tampon

Un tampon este o componentă a sistemului de cuplare tampon și lanț utilizat în sistemele feroviare din multe țări, printre care cele mai multe dintre cele din Europa, pentru atașarea vehiculelor feroviare între ele.